# Dayton Bombers
Die Dayton Bombers waren ein US-amerikanisches Eishockeyfranchise in Dayton im Bundesstaat Ohio. Trotz ihrer langen ECHL-Zugehörigkeit blieb den Bombers der Gewinn des Kelly Cups verwehrt.

## Geschichte
Das Franchise wurde im Jahr 1991 gegründet und nahm seinen Spielbetrieb in der East Coast Hockey League auf. Cheftrainer wurde Claude Noël, der später auch die Columbus Blue Jackets in der NHL trainieren sollte. In ihrer ersten Saison erreichten die Bombers die Play-offs, unterlagen aber bereits in der ersten Runde den Cincinnati Cyclones. In den darauffolgenden Spielzeit verbesserten sich die Ergebnisse leicht und Dayton erreichte die zweite Playoff-Runde, verlor aber erneut bereits in drei Partien gegen die Nashville Knights. In den folgenden Jahren erreichten die Bombers zwar konstant die Play-offs, kamen aber nie über die zweite Runde hinaus. In der Saison 1994/95 errangen die Bombers in der regulären Saison 93 Punkte, womit sie nur knapp den Gewinn der North Division verpassten. Auch in den folgenden sieben Spielzeiten gelang Dayton jeweils der Einzug in die Endrunde, in den Play-offs scheiterten die Bombers abermals in der zweiten Runde. 
In der Spielzeit 2001/02 errangen die Bombers 92 Punkte und gewannen erstmals die Northwest Division. Nachdem in den Play-offs die Cincinnati Cyclones, Johnstown Chiefs und die Atlantic City Boardwalk Bullies besiegt wurden, erreichte Dayton erstmals die Finalspiele um den Kelly Cup. Nach nur vier Partien unterlagen die Bombers den Greenville Grrrowl. Nach diesem knappen Scheitern, brach kurz darauf das Team ein und verpasste mit nur maximal 58 Punkten in den folgenden vier Jahren die Play-offs klar. Die Bombers belegten zudem drei Mal den letzten Rang ihrer Division. In der Spielzeit 2006/07 gelang den Bombers eine beachtliche Steigerung von 37 Punkten im Vergleich zum Vorjahr, womit sie die Northern Division gewinnen konnten. In den Play-offs besiegten sie die Trenton Titans, Cincinnati Cyclones und Florida Everblades. In den Finalspielen um den Kelly Cup unterlag das Team aus Ohio in fünf Spielen den Idaho Steelheads. In ihrer letzten Spielzeit 2008/09 verpassten die Dayton Bombers wieder die Endrunde. Daraufhin wurde das Franchise wegen finanzieller Probleme aufgelöst.

## Team-Rekorde

### Karriererekorde
Spiele: 440  Tom Nemeth
Tore: 132  Jamie Ling
Assists: 333  Tom Nemeth
Punkte: 	447  Tom Nemeth
Strafminuten: 978  Jason Downey

## Bekannte Spieler
- Jean-Sébastien Aubin
- Riley Cote
- Peter Flache
- Sean Gagnon
- Jackson Penney
- Brad Purdie
- Tyler Sloan
- Brandon Smith
- Pascal Trépanier
- Dody Wood